# میگل آنخل مارتینز (بازیکن فوتبال اسپانیا)
میگل آنخل مارتینز (انگلیسی: Miguel Ángel Martínez؛ زادهٔ ۱۶ فوریهٔ ۱۹۹۵) بازیکن فوتبال است.